# Mark Damon Espinoza
Mark Damon Espinoza (24 juni 1960, Beaumont (Texas)) is een Amerikaans acteur. 
Espinoza is vooral bekend geworden als Jesse Vasquez in de televisieserie Beverly Hills, 90210 van 1994 t/m 1995 (seizoen 4-5). Hij speelde in Married... with Children als Carlos (2 episodes, 1995-1996). Hij speelt ook in een Mexicaanse politiedetective in het fictieve Genoa City in The Young and the Restless en onderzoekt de mogelijke rol van Victor Newman in een moord die plaatsvond in Mexico.